# Holly King (Fußballspielerin)
Holly King (* 13. März 1991 in Ashburn, Virginia) ist eine US-amerikanische Fußballspielerin.

## Karriere
King spielte während ihres Studiums an der University of Florida für das dortige Hochschulteam der Florida Gators und lief parallel dazu sporadisch für die W-League-Teilnehmer Washington Freedom Futures und D.C. United Women auf. Anfang 2013 wurde sie beim College-Draft zur neugegründeten NWSL in der dritten Runde an Position 18 von Washington Spirit verpflichtet. Ihr Ligadebüt gab King am 16. Mai 2013 gegen den Seattle Reign FC, als sie kurz vor Spielende für Stephanie Ochs eingewechselt wurde. Nach Ende der regulären Saison wurde sie am 6. September 2013 von Washington freigestellt und schloss sich zur Saison 2014 der neugegründeten W-League-Franchise Colorado Pride an.